# 刀劍神域 奪命凶彈

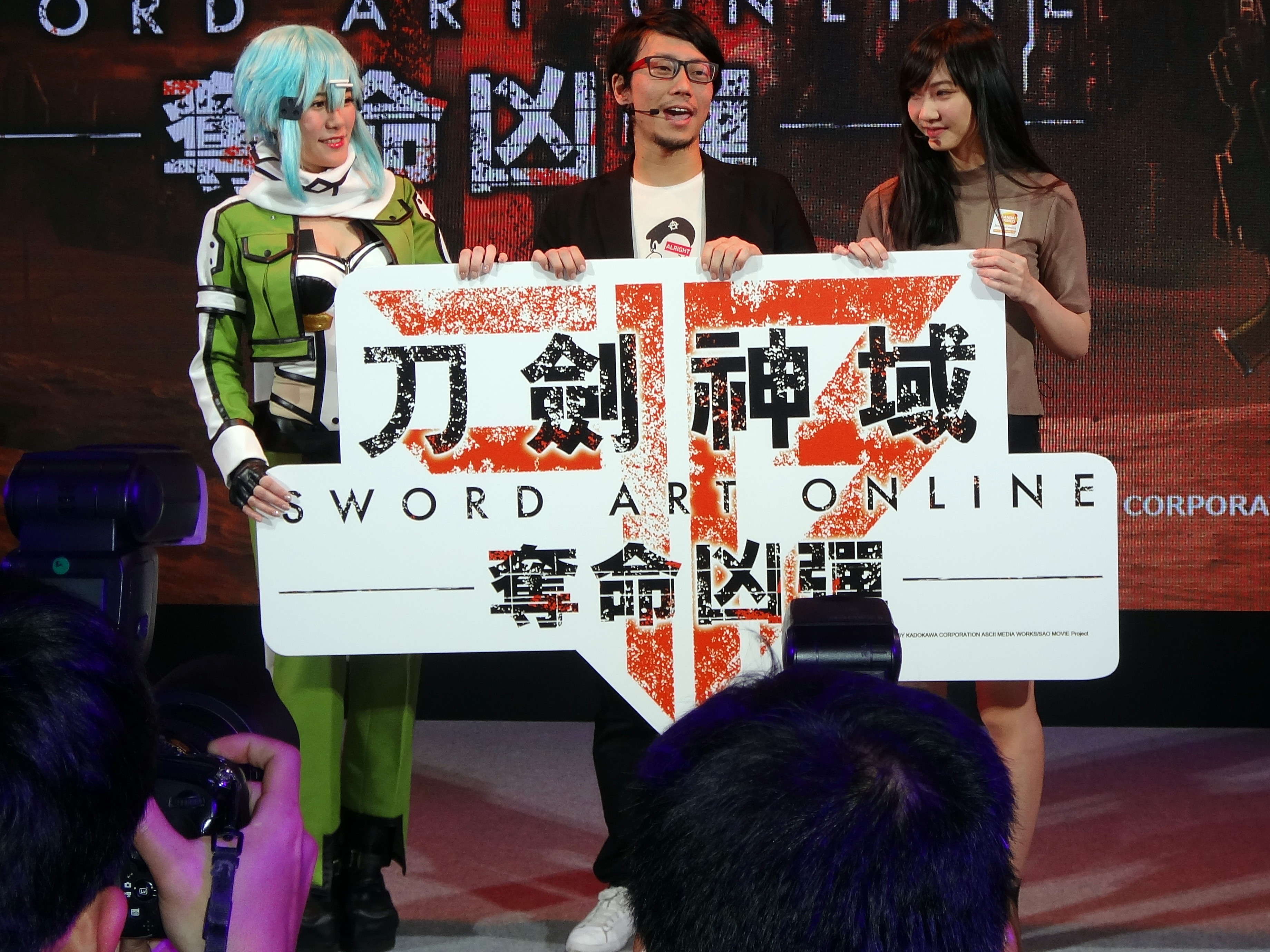
2018年台灣萬代南夢宮娛樂《刀劍神域 奪命凶彈》製作人舞臺活動，左起：詩乃cosplayer、製作人二見鷹介、實況主許芸珊（Sandy）

《刀劍神域 奪命凶彈》是由Dimps開發、万代南梦宫娱乐發行的第三人稱射擊動作角色扮演遊戲，可在PlayStation 4、Xbox One、任天堂Switch、Microsoft Windows遊玩。本作以川原礫輕小說《刀劍神域》的虚拟现实大型多人在线角色扮演游戏《Gun Gale Online》爲場景，世界線獨立於原作，是系列繼《刀劍神域 虛空幻界》的第五部非聯動遊戲機遊戲。

## 概要
本作承接《刀劍神域 虛空幻界》劇情，作中公司Zaskar在The Seed問世後發佈了《Gun Gale Online》。
玩家創建的角色與好友紅葉（本名高峰紅葉）一起加入《Gun Gale Online》，與其他主要角色一起遇見人形人工智能阿爾法系統。不同於原作〈幽靈子彈〉篇，亞絲娜、莉法等人也在本作登場，還有常挑戰主角、要求擁有阿爾法系統的巴薩特·喬，強大而友好的潔莉絲卡（本名星山翠子），好用地雷等陷阱的策略師、狙擊手伊兹奇（本名狹井雪嗣）等新角色。
主線戰役的終章還有可供玩家選擇的分支結局，並有第三個結局——經典的「真實結局」。
本作劇情由原作作者川原礫監修。隨著劇情展開，玩家可以切換至桐人模式，從而展開不同的劇情。

## 玩法
與以往遊戲不同，本作可創建自己的角色，用鎗戰鬥，當然也可用桐人的光劍等其他武器戰鬥。隨著遊戲推進，玩家可像桐人一樣使用二刀流能力，一手持鎗，一手持光劍。本作是第三人稱射擊遊戲和角色扮演遊戲的結合，玩家可隨遊戲推進升級、習得技能。戰鬥時，玩家身邊會出現一條線，以便快速移動。雖然此線不屬於原作，本作有彈道預測線以保護用戶。
本作玩家可四人組團，參與四對四玩家對戰。在死亡比賽中，玩家分成兩隊，除對付系統控制的敵人外，還要互相戰鬥。
與以往遊戲一樣，其他角色可與玩家陪床對話。

## 製作發行
2017年7月12日，万代南梦宫娱乐註冊「奪命凶彈」商標。8月14日，預告片《Project 1514》釋出，其中有未來風城市廢墟。8月18日，本作揭曉。本作由Dimps開發，以虚幻引擎4運行。Siliconera筆者表示本作玩法與Dimps製作的另一款遊戲《自由戰爭》有些相似。本作是首款可在Xbox One和個人電腦遊玩的《刀劍神域》遊戲，電腦版可在Steam下載。
本作主題曲是〈Thrill, Risk, Heartless〉，由田淵智也作詞，草野華余子作曲，堀江晶太編曲，LiSA演唱。

## 反響
汇总媒体Metacritic評價本作爲「好壞參半」。IGN評分不高，認爲糟糕的故事節奏和重複探索拖累了本作，節奏改變對《刀劍神域》遊戲有益，但缺乏潤色，無法穎出。Destructoid的喬希·托倫蒂諾（Josh Tolentino）將其評爲7分（滿分10分），屬「良」，認爲其一定能吸引玩家，雖有明顯不足，但遊戲體驗有趣。

### 銷量
本作任天堂Switch版在日本發行一週約售出11770部，在各形式遊戲銷量位居第五。Steam Spy估計本作Steam版銷量約50萬部。

## 外部連結
- 日語版官方网站 （页面存档备份，存于）
- 繁體中文版官方網站 （页面存档备份，存于）